# Download Valley
Download Valley (littéralement en français : Vallée du téléchargement) est un groupe d'entreprises de développement logiciel situées en Israël, produisant et distribuant des logiciels publicitaires s'installant parallèlement à d'autres logiciels. L’objectif principal est de monétiser les sharewares et les téléchargements. Ces logiciels sont généralement des barres d’outils de navigateur, des logiciels publicitaires, des browser hijackers, des logiciels espions et des logiciels malveillants. Un autre groupe de produits développés sont les gestionnaires de téléchargement, probablement conçus pour tromper et inciter l'utilisateur à installer un logiciel publicitaire lors du téléchargement d'un autre logiciel ou d'une application mobile à partir d'une certaine source.
Bien que le terme fasse référence à la Silicon Valley, il ne désigne pas une vallée spécifique ni une zone géographique. La plupart des entreprises sont situées à Tel-Aviv et dans la région environnante. Ce terme a été utilisé par les médias israéliens ainsi que dans d’autres rapports liés au secteur informatique.
Les gestionnaires de téléchargement des sociétés Download Valley étaient utilisés par les principaux portails de téléchargement et hébergeurs de logiciels, notamment Download.com par CNET, Softonic.com et SourceForge.

## Économie
Les sociétés de logiciels publicitaires SweetPacks et SmileBox, plus petites, ont été rachetées par la société Perion Networks pour respectivement 41 millions de dollars et 32 millions de dollars. Début 2014, iBario prétendait valoir 100 millions de dollars. La société Conduit a été évaluée à 1,4 milliard de dollars par JP Morgan en 2012.
Les revenus générés sont souvent proches des 100 millions de dollars, voire plus d'une centaine de millions de dollars pour les plus grandes sociétés (Perion : 87 millions de dollars en 2013, Conduit : 500 millions de dollars en 2012), avec un résultat d'exploitation et un résultat net bien inférieurs (Perion : 3,88 millions de dollars d'exploitation, 310 000 dollars de résultat net en 2013).
Tous ces chiffres sont très volatils car les conditions techniques et juridiques modifient rapidement les opportunités de profit. En 2013 et 2014, les changements apportés aux navigateurs Web pour empêcher l'installation de barres d'outils indésirables et une nouvelle politique de Microsoft en matière de publicité ont laissé penser que les principales méthodes de profit de ces sociétés ne fonctionneraient bientôt plus. L'action Perion a perdu environ les deux tiers de sa valeur en 2014, passant de plus de 13,25 $ en janvier à 4,53 $ le 29 décembre.

## Logiciels publicitaires
La plupart des logiciels publicitaires ont été conçus de manière à pouvoir être installés à l'insu de l'utilisateur et à générer des revenus à partir de logiciels habituellement distribués gratuitement. Pour cela, des techniques trompeuses sont utilisées.
Pour que ces logiciels publicitaires soient installés, les programmes d'installation peuvent, :
- ne pas afficher d'informations sur des actions potentiellement nuisibles, ou les cacher dans un texte écrit en petits caractères ou dans des CLUF, où elles sont ignorées par la plupart des utilisateurs qui s'attendent à voir s'installer le programme légitime souhaité ;
- utiliser des menus trompeurs, suggérant que le logiciel publicitaire est le programme principal ou une partie de celui-ci, ou prétendant afficher le CLUF du programme principal, pour obtenir un clic sur le bouton « accepter » nécessaire à installer un logiciel indésirable ;
- demander des droits d'accès complet au système, suggérant que cela est nécessaire pour l'installation du programme principal ;
- installer des logiciels indésirables sans demander l'autorisation de l'utilisateur, ou alors les installer même si l'utilisateur a refusé leur installation[10] ;
- utiliser des hacks[11] et des exploits[12] pour accéder sans autorisation à des données confidentielles et modifier le système.

Les logiciels publicitaires installés tentent fréquemment de masquer leur identité, d'empêcher leur désactivation, leur suppression ou la restauration des paramètres système précédents, d'espionner le système et les habitudes de navigation de l'utilisateur, de télécharger et d'installer d'autres logiciels indésirables ou d'ouvrir des portes dérobées pour des attaques potentiellement malveillantes.
De nombreux fournisseurs de logiciels de sécurité (logiciels antivirus notamment) classent ces produits dans la catégorie des programmes potentiellement indésirables (PUP, également PUS ou PUA) ou grayware et proposent des fonctions de détection et de suppression. Cette catégorie est distincte des véritables logiciels malveillants et est utilisée pour les logiciels venant d'entreprises qui peuvent, contrairement aux programmeurs criminels clandestins, menacer voire lancer des poursuites judiciaires.
En 2013, la société iBario de la Download Valley a été accusée par le fournisseur de logiciels de sécurité Trend Micro d'avoir distribué le malware Sefnit/Mevade via un assistant d'installation et d'être liée à une société ukrainienne considérée comme développant ce logiciel malveillant.

### Contournement des logiciels de sécurité
Un dirigeant anonyme de la Download Valley a admis au Wall Street Journal que certaines entreprises emploient des équipes allant jusqu'à 15 développeurs pour outrepasser les logiciels de sécurité qui tentent de bloquer leurs logiciels.

## Entreprises liées au terme
- Babylon (logiciel)[17], logiciel de traduction, barres d'outils et redirection des moteurs de recherche ;
- Conduit (entreprise) / Perion Network, une plateforme d'applications mobiles DIY. Conduit et Perion ont fusionné en 2013[18] ;
- Genieo Innovation, logiciel de suivi des utilisateurs et logiciel publicitaire. L'installateur a utilisé des clics automatisés pour contourner les boîtes de dialogue d'autorisation de sécurité[11]. Acquis par Somoto Israel Ltd. en 2014[19] ;
- iBario, responsable du téléchargeur/installateur InstallBrain et accusé d'avoir propagé le malware Sefnit/Mevade (voir ci-dessus) ;
- IronSource, responsable des gestionnaires de téléchargement InstallCore et MobileCore[20], ainsi que de nombreux produits publicitaires distribués par leur intermédiaire, tels que Funmoods[21] et FoxTab[22] ;
- Somoto ;
- SimilarWeb, fondée à Tel Aviv en 2007, a acquis l'extension de navigateur open source populaire Stylish en 2017 et a ajouté un logiciel espion qui a collecté l'historique de navigation et les informations personnelles de ses 1,8 million d'utilisateurs, ce qui a entraîné la suppression de l'extension et son blocage en tant que risque de sécurité par Google Chrome et Mozilla Firefox[23] ;
- Superfish[24], société développant des logiciels publicitaires, qui a cessé ses activités sous ce nom en 2015 après une controverse concernant son produit, qui était préinstallé sur les ordinateurs portables Lenovo. Le ministère américain de la Sécurité intérieure avait conseillé de désinstaller ce logiciel ainsi que son certificat racine associé, car ils rendaient les ordinateurs vulnérables à de graves cyberattaques.

## Source
- (en) Cet article est partiellement ou en totalité issu de l’article de Wikipédia en anglais intitulé « Download Valley » (voir la liste des auteurs).